# Franz Stangl
Franz Stangl   (Altmünster, 26 de març de 1908 - Düsseldorf, 28 de juny de 1971) fou un oficial nazi del Tercer Reich, comandant dels camps d'extermini de Sobibor i Treblinka, amb el rang d'SS-Obersturmführer.

## Biografia
Stangl es va unir a la Policia després de l'annexió (Anschluss) d'Àustria al Tercer Reich, el març de 1938. En aquesta data va ingressar al Partit Nazi (NSDAP), amb la fitxa 6.370.447, i als Schutzstaffel, amb la fitxa 296.569, on va arribar la jerarquia de SS Hauptsturmführer (Capità). Reclutat per al Programa d'Eutanàsia conegut com a Aktion T4, va servir en els centres de Hartheim i Bernberg. El 1942, va ser nomenat Comandant del Camp d'extermini de Sobibor, i posteriorment del camp d'extermini de Treblinka. Stangl va supervisar directament la mort d'almenys un milió de persones entre aquests dos camps. Després del tancament de Treblinka, va ser enviat a Trieste amb la resta dels participants de l'Operació Reinhard, sota el comandament del General SS Odilo Globocnik, supervisant la mort de jueus capturats a l'àrea de San Saba, a Itàlia.

## Comandant de Sobibor i Treblinka
Stangl va ser el comandant del camp d'extermini de Sobibor entre el març i el setembre de 1942. Stangl va afirmar que Globocnik li va dir que Sobibor va ser un camp de subministrament per a l'exèrcit, i que només va descobrir la veritable naturalesa del camp en trobar una cambra de gas amagada al bosc. Va dir que més tard, Globocnik li va aconsellar que si els jueus no "treballaven prou fort", estavat autoritzat a matar-los i que Globocnik n'hi enviaria de "nous". En aquell temps Stangl també va tractar amb Christian Wirth, que servia en els camps de Belzec i Chelmno, plenament operatius. Entre el 16 i el 18 de maig de 1942, Sobibor va passar a ser plenament operatiu. Mentre Stangl en va ser l'administrador, es creu que hi van morir uns 100.000 jueus.
El setembre de 1942 Stangl va començar a exercir de comandant en cap del camp d'extermini de Treblinka. Durant el seu temps a Treblinka, Stangl s'acostumà als assassinats, tractant els presoners jueus com una "càrrega". Se li atribueix la frase: 
| « | "Recordo Wirth allà de peu, al costat de les fosses plenes de cadàvers negre-blau.... Wirth va dir: "que farem amb les deixalles podrides?" | » |

## Fugida i detenció
Al final de la guerra, Stangl va amagar la seva identitat i, tot i detinguts per l'Exèrcit nord-americà el 1945 i empresonat a Àustria per la seva complicitat en el programa d'eutanàsia, va fugir a Itàlia amb el l'oficial de les SS Gustav Wagner, amb qui havia coincidit a Sobibor. El bisbe catòlic Alois Hudal, un simpatitzant dels nazis i organitzador de ratlines vaticanes, van ajudar-lo a escapar i arribar a Síria amb un passaport de la Creu Roja. Stangl va viure durant tres anys a Síria amb la seva família, fins que es traslladà al Brasil el 1951. Entre altres feines, Stangl va trobar treball a la planta de Volkswagen a São Bernardo do Campo, sempre usant el seu nom real.
El seu paper en l'Holocaust era conegut per les autoritats austríaques, però Àustria no va emetre una ordre d'arrest de Stangl fins al 1961. Malgrat la seva sol·licitud de registre amb el seu nom real al consolat d'Àustria al Brasil, van passar sis anys i va caldre la intervenció de Simon Wiesenthal, conegut caçador de nazis, perquè fos detingut per la policia federal de Brasil. Mai va usar un nom fals durant la seva fuga, i no s'ha explicat perquè es va trigar tant a detenir-lo.
Després de l'extradició a Alemanya Occidental per la justícia federal del Brasil, va ser jutjat per la mort de prop de 900.000 persones. Va admetre els assassinats, però va sostenir: 
| « | "La meva consciència està tranquil·la. Jo simplement estava complint amb el meu deure ..." | » |

 Sempre va defensar la seva actuació durant el nazisme, escudat en el compliment de la legalitat, tal com reflectí la periodista Gitta Sereny després de les seves entrevistes amb Stangl. El filòsof John Kekes va analitzar Stangl i el seu grau de la seva responsabilitat per crims de guerra en el capítol 4 del seu llibre, The Roots of Evil. Declarat culpable el 22 d'octubre de 1970, Stangl va ser condemnat a cadena perpètua. Va morir d'insuficiència cardíaca a la presó de Düsseldorf el 28 de juny de 1971.